# تپه کوسج خلیل ۱۱
تپه کوسج خلیل ۱۱ مربوط به سده‌های میانه و متاخر دوران‌های تاریخی پس از اسلام است و در شهرستان ملایر، بخش جوکار، دهستان المهدی، شمال روستای کوسج خلیل واقع شده و این اثر در تاریخ ۷ اسفند ۱۳۸۶ با شمارهٔ ثبت ۲۱۶۲۲ به‌عنوان یکی از آثار ملی ایران به ثبت رسیده است.((اطراف این روستا تپه هایی است که پر از آثار پس از اسلام است گنج  وسکه این آثار تا حالا به تعداد زیادی کشف شده است خلاصه باید پیگیری شود))